# Омега-мезон
Омега-мезон (ω-мезон) — елементарна частинка з дивністю S=0 та ізоспіном I=0, що являє собою мезонний резонанс з парним орбітальним квантовим числом . Вона входить до нонету векторних мезонів, тобто є аналогом η-мезона.
ω-мезон був відкритий в 1961 році в Національній лабораторії імені Лоуренса в Берклі.
Омега-мезон є одним з найцікавіших представників легких мезонів. У спрощених теоріях ядерної взаємодії, разом з подібними йому частинками, піонами та ро-мезонами, він визначає характер сильних взаємодій, точно так само, як гамма-квант визначає характер електромагнітних взаємодій. Через це, знання властивостей омега-мезона має важливе значення для ядерної фізики. Омега-мезон живе виключно недовгий час і у вільному вигляді в земних умовах не спостерігається. Вивчати цю частинку можна лише в експериментах на прискорювачах, або в космічних променях. У майже 90% випадків омега-мезон розпадається на три піона (два заряджених та один нейтральний), також поширені розпади на нейтральний піон і фотон, або на два піона. Інші розпади (наприклад, на два електрона чи два мюона) мають значно нижчу ймовірність, меншу за {\displaystyle 10^{-5}}.

## Характеристики
Далі представлені характеристики найлегшого ω-мезона. Існують також ще більш короткоживучі збуджені стани – ω(1420), ω(1650) тощо.
| Частинка | Кварковий склад                                                 | Маса спокою (MeV/c2) | IG | JPC | Q | S | C | B | Час життя (с) | Основні канали розпаду |
| -------- | --------------------------------------------------------------- | -------------------- | -- | --- | - | - | - | - | ------------- | ---------------------- |
| ω(782)   | {\displaystyle {\frac {1}{\sqrt {2}}}(u{\bar {u}}+d{\bar {d}})} | 782,65 ± 0,12        | 0− | 1−− | 0 | 0 | 0 | 0 | 7,8× 10−23    | π+ + π− + π0           |

## Історія
У ході дослідів, проведених[коли?] групою вчених Інституту теоретичної та експериментальної фізики, була створена унікальна[ненейтрально] високочутлива апаратура, завдяки якій омега-мезони спостерігалися в зіткненнях пі-мезонів з протонами при енергії кілька мільярдів електрон-вольт. Експерименти велися в бульбашковій камері, в якій сліди заряджених частинок проявилися у вигляді ланцюжка з бульбашок, утворених після їх проходження .
У робочу речовину бульбашкової камери був введений ксенон, що дозволив ефективно реєструвати такі незаряджені частки, як гамма-кванти, що народжують заряджені частинки.
Під час експериментів було зроблено понад 100 000 фотографій, що фіксують різні взаємодії елементарних частинок. Була розроблена і застосована нова оригінальна методика визначення маси частинки. В результаті досліджень російські вчені відкрили раніше невідоме явище розпаду омега-мезона на нейтральний пі-мезон і гамма-квант. Їм вдалося встановити, що цей розпад є основним серед розпадів омега-мезона на незаряджені частки. Отримані авторами відкриття результати через три роки були підтверджені вченими США, Франції та інших країн.
Виявлення явища двочасткові розпаду омега-мезона з переходом між векторним мезоном і електромагнітним полем дуже важливо для розвитку теорії елементарних частинок.